# 奧地利飲食

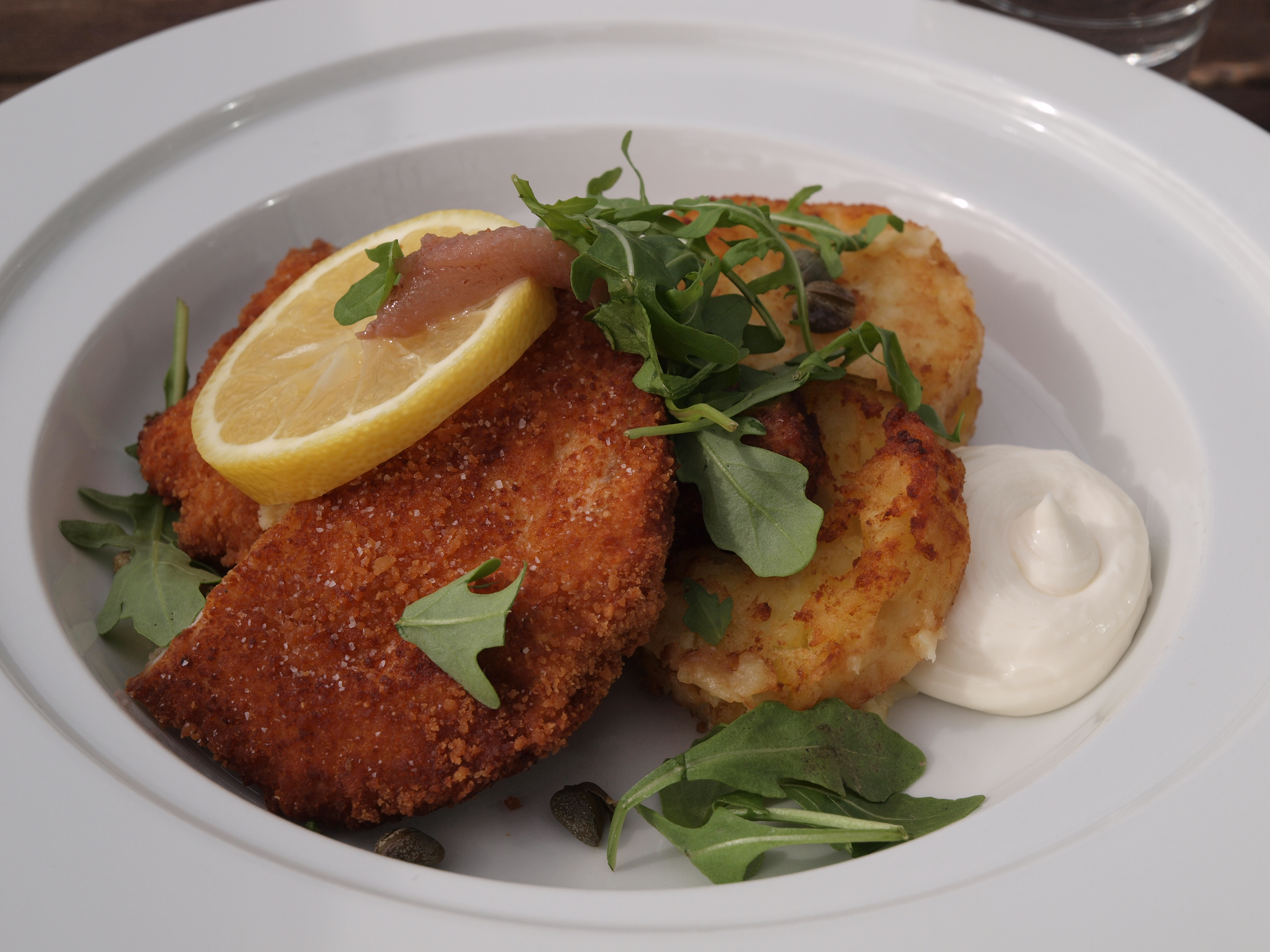
维也纳炸牛排為最具代表性的奧地利飲食之一

奧地利飲食是指奧地利的飲食文化。奧地利的飲食文化受到前奧匈帝國各地的影響。義大利、匈牙利、波希米亞、德國和巴爾幹飲食都對奧地利產生了影響。維也納飲食是奧地利飲食的代表，但奧地利國內不同地區的飲食也有顯著差異。

## 菜肴

### 主菜
- 肉卷
- 肝丸湯
- 維也納炸牛排

### 點心
- 維也納蘋果卷
- 林茲蛋糕
- 皇帝煎餅

### 飲料
- 啤酒
- 葡萄酒

## 圖片

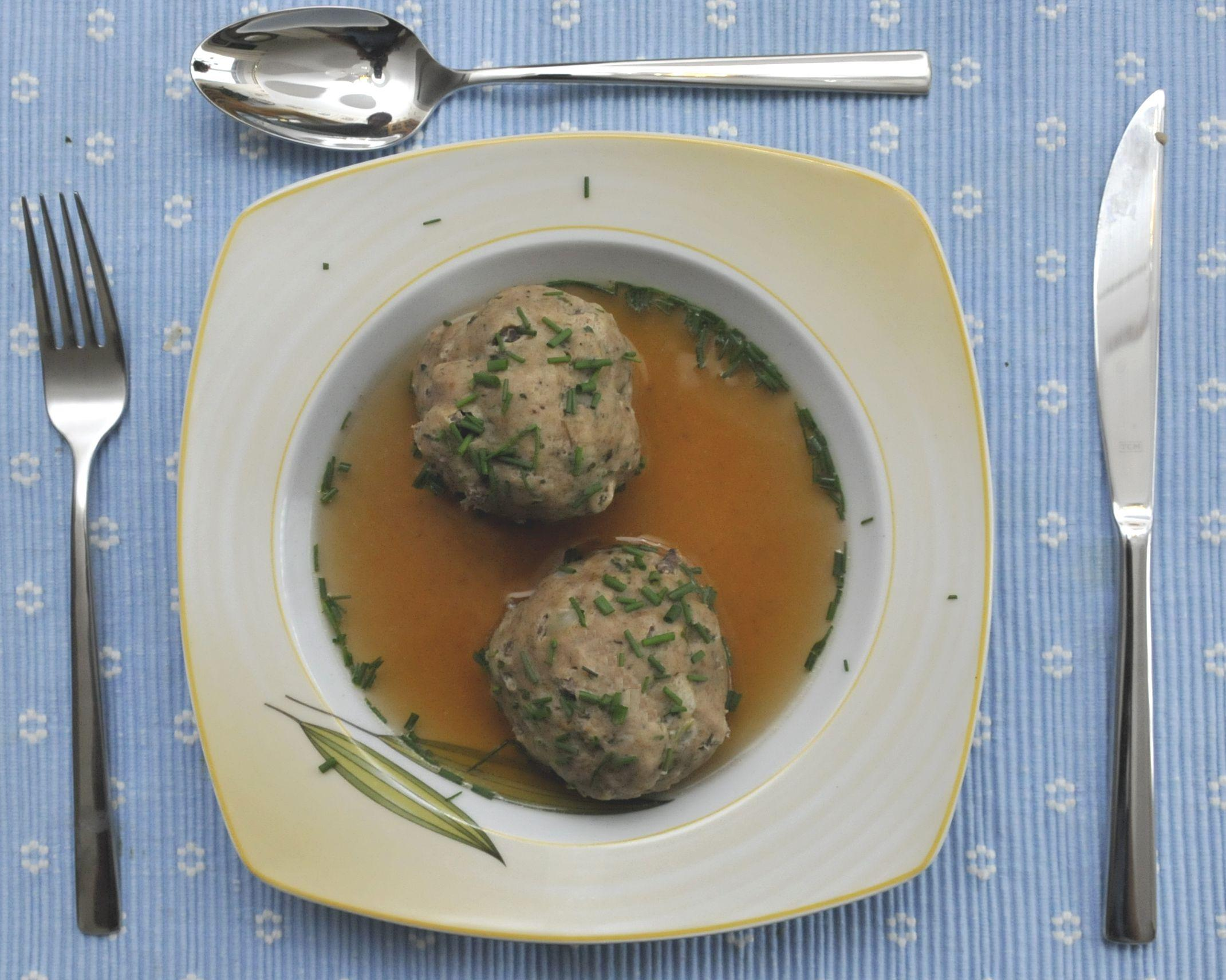
肝丸湯
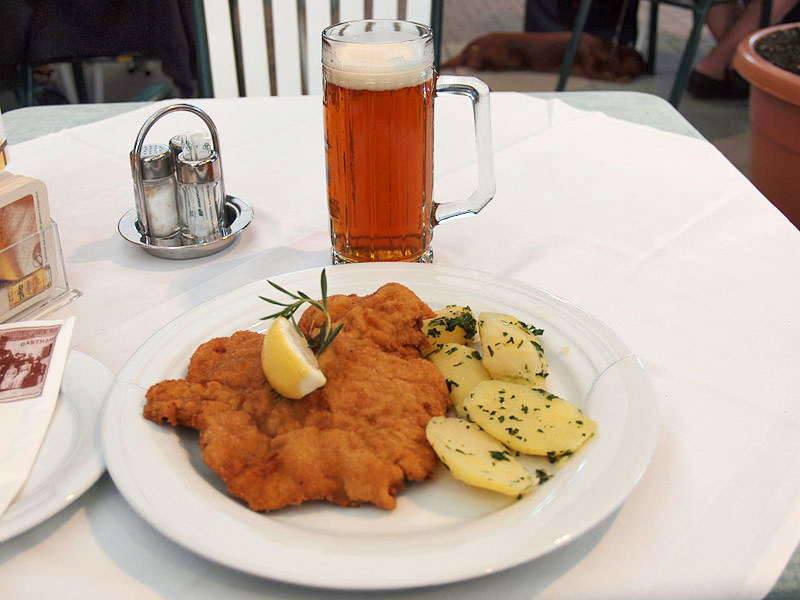
維也納炸牛排
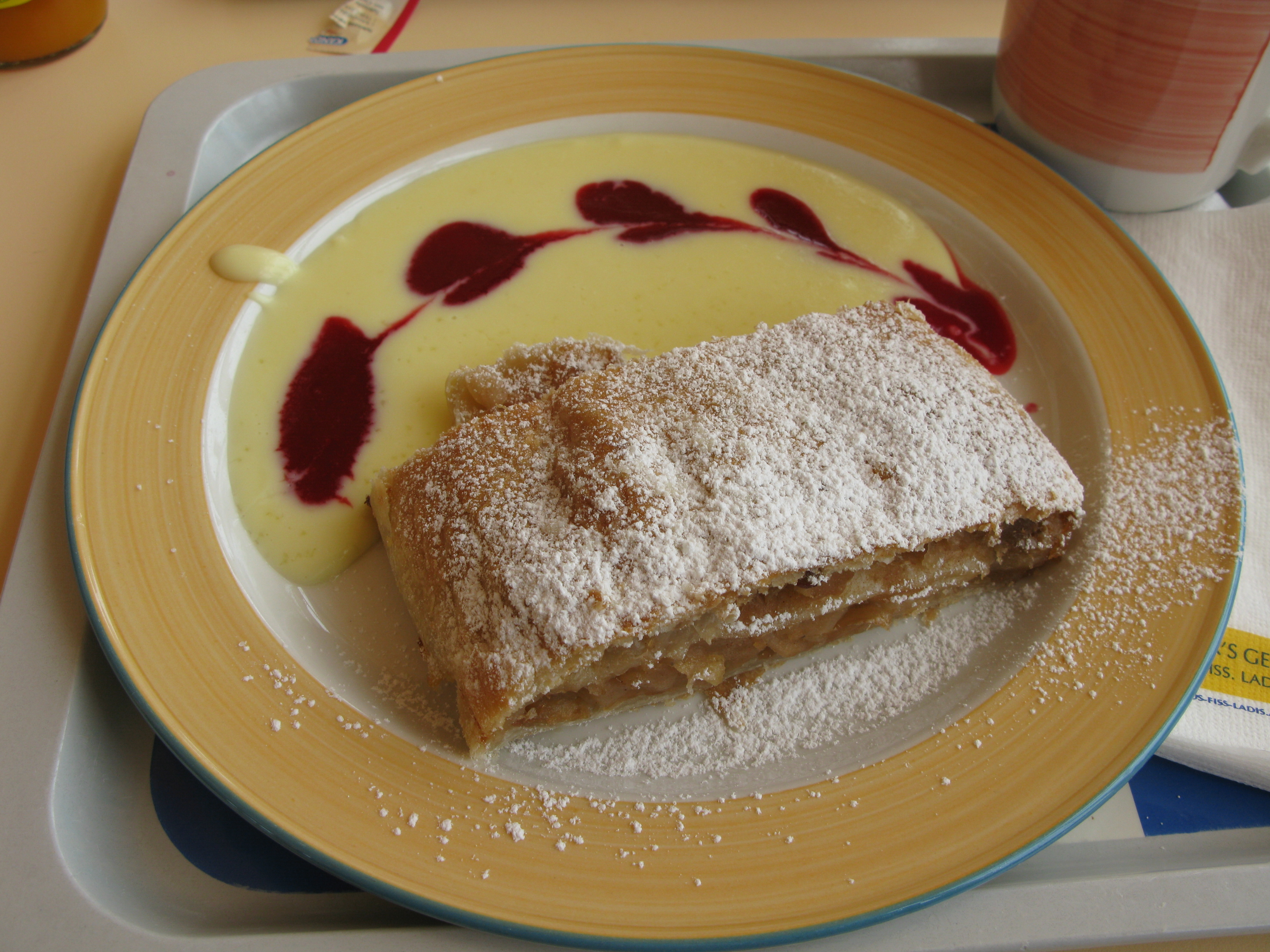
維也納蘋果卷
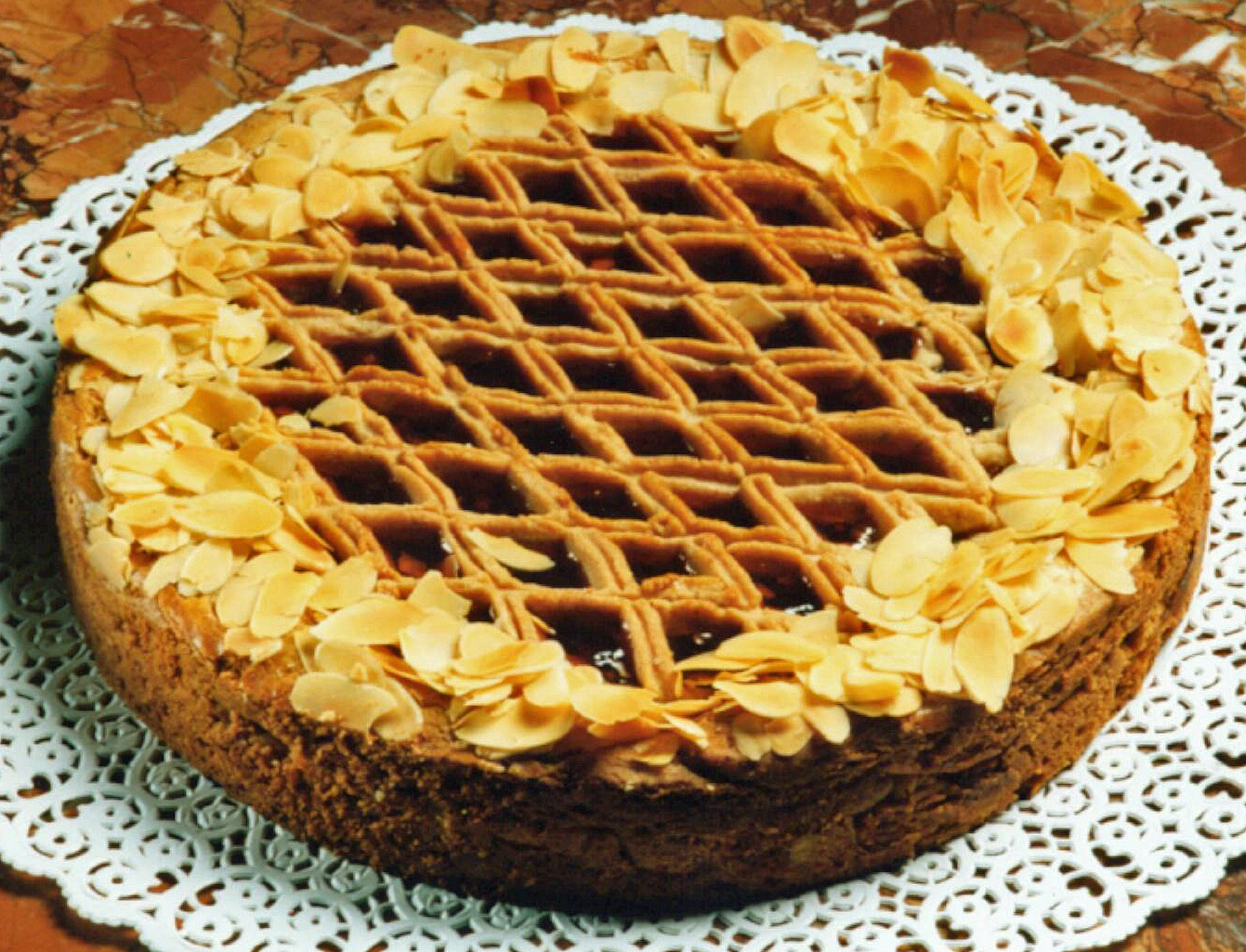
林茲蛋糕